# Monteplain
Monteplain es una comuna francesa situada en el departamento de Jura, en la región de Borgoña-Franco Condado.

## Demografía
| 54 | 53 | 42 | 36 | 96 | 154 | 137 |
| Para los censos de 1962 a 1999 la población legal corresponde a la población sin duplicidades (Fuente: INSEE [Consultar]) |    |    |    |    |     |     |